# 雷什尼夫卡 (特諾皮爾州)
49°47′52″N 25°49′7″E / 49.79778°N 25.81861°E
雷什尼夫卡（羅馬化：Reshnivka）是烏克蘭的村落，位於該國西部捷爾諾波爾州，由捷尔诺波尔区負責管轄，始建於1753年，面積0.48平方公里，2001年人口464，人口密度每平方公里966.7人。